# Christian Dozzler
Christian Dozzler (* 22. September 1958 in Wien) ist ein österreichischer Bluesmusiker.

## Biografie
Als Kind aus musikalischem Haus genoss er bereits mit fünf Jahren eine klassische Klavierausbildung. Mit vierzehn Jahren entdeckte er den Blues, der ihn seither begleitete. Neben dem Klavier spielt er auch noch Mundharmonika und Akkordeon. 1981 wurde er Profimusiker. Seit 2000 lebt er in den USA, derzeit in Fort Worth. Christian Dozzler zählt zu den stilistisch vielfältigsten Bluesmusikern in Europa (Chicago Blues über Boogie Woogie, Rhythm & Blues bis zu Swamp Blues und Zydeco).

## Bands
- 1976 Backyard Blues Band
- 1984 Mojo Blues Band
- 1993 Christian Dozzler & The Blue Waves
- 1996 Michael Pewny auf der Schmelz und für ORF.
- 2000 Mitglied in der Band von Larry Garner

Seither tritt er meist solo in Europa und den USA auf, aber auch mit texanischen Bluesgrößen wie Anson Funderburgh, Mike Morgan & The Crawl und Hash Brown & The Browntones. 2014 unternahm er zwei Europa-Tourneen mit dem ebenfalls zwei Meter messenden deutschen Blues-Gitarristen und -sänger Michael van Merwyk.

## Auszeichnungen
- 2008 Blues Critic Award:  Nominierung in der Kategorie „Best Blues Keyboardist“.

## Diskografie
- Livin´Live (2009)
- The Blues and a Half (2008)
- All Alone and Blue (2003)
- Louisiana (1999)
- Smile Awhile (1998)
- Perfect Day (1996)
- Take It Easy (1994)
- Crazy `Bout Boogie (1996),SR06CD,Michael Pewny live in Kaltenleutgeben/Susy & Bellaphon Records